# (3176) Paolicchi
(3176) Paolicchi (1980 VR1) – planetoida z pasa głównego asteroid okrążająca Słońce w ciągu 4,88 lat w średniej odległości 2,87 au. Odkryta 13 listopada 1980 roku.